# دانيال كندي
دانيال كندي (بالدنماركية: Daniel Kandi)‏ هو دي جيه وملحن ومنتج أسطوانات دنماركي، ولد في 29 نوفمبر 1983 في آلبورغ في الدنمارك.

## وصلات خارجية
- الموقع الرسمي
- دانيال كندي على موقع AZBilliards.com (الإنجليزية)
- دانيال كندي على موقع ميوزك برينز (الإنجليزية)
- دانيال كندي على موقع ديسكوغز (الإنجليزية)